# Valérie Tasso
Valérie Tasso (Champagne-Ardenne, 23 gennaio 1969) è una scrittrice, sessuologa, docente e ricercatrice francese.
Attualmente vive a Barcellona, in Spagna. Ha conseguito diverse lauree (scienze economiche, lingue straniere applicate) e nel 2006 si è laureata in Sex Therapy presso The Institute of Sexology (IN.CI.SEX El Instituto de Sexología) di Madrid.

## Biografia
Nel 1999, ha lavorato come prostituta per sei mesi, per comprenderne il mondo. Nel 2003, ha scritto le sue esperienze sessuali nel libro Insatiable - The sexual adventures of a French Girl in Spain. Questo primo libro è stato un bestseller internazionale ed è stato la base della sceneggiatura del film Valérie - Diario di una ninfomane diretto da Christian Molina. In seguito ha scritto altri tre libri.
Nel febbraio 2008, e seguendo l'idea del filosofo francese Michel Foucault, ha pubblicato un saggio chiamato Antimanual of sex in cui cerca di dimostrare che non parliamo mai di sesso ma di quello che lei chiama "il discorso standardizzato sessuale", fatto di argomenti e luoghi comuni. Collabora con diversi media spagnoli (TV, radio) e scrive articoli per la stampa.
Il suo slogan è: "Chiunque ignori le ragioni delle regole è condannato a rispettarle".

## Opere
- 2003 Diario de una ninfómana (Plaza y Janés)
- 2004 Paris la nuit (Plaza y Janés)
- 2006 El otro lado del sexo (Plaza y Janés)
- 2008 Antimanual de sexo (Temas de hoy)
- 2012 Diario di una donna pubblica, Tropea. ISBN 9788855802024

## Film tratti dai suoi romanzi
- Valérie - Diario di una ninfomane (2008), regia di Christian Molina